# Liatris
Liatris is de botanische naam van een plantengeslacht uit de composietenfamilie (Asteraceae of Compositae). Het geslacht bevat ongeveer veertig soorten. Herkomst is Noord-Amerika. Ze bereiken een gemiddelde hoogte van 70 tot 80 centimeter, maar uitschieters naar boven of naar beneden zijn mogelijk.
Liatris spicata is een vaste plant en een populaire zomerbloeier voor gebruik in boeketten en in de border. Deze soort kan een hoogte bereiken die varieert van 30 tot 70 centimeter. Vermeerdering kan door middel van zaaien of scheuren.
De bloeitijd loopt van juli tot en met september. De bloeiwijze ziet eruit als een lange aar aan een vrij dikke stengel (meerdere aren per plant). De kleine bloempjes, die van bovenaf beginnen te bloeien, zijn lila van kleur en de groene bladeren lang en smal. Er bestaat ook een witte variatie die wordt Liatris spicata 'Alba' genoemd.
De plant verlangt een zonnige standplaats en komt het best tot zijn recht in kleine groepjes bij elkaar, maar niet meer dan 9 planten per vierkante meter.
Liatris spicata houdt van vochtige, maar goed doorlatende grond en is daardoor ook te planten in de buurt van een vijver, dit in tegenstelling tot de soort Liatris pycnostachya, die het goed doet op droge plaatsen.

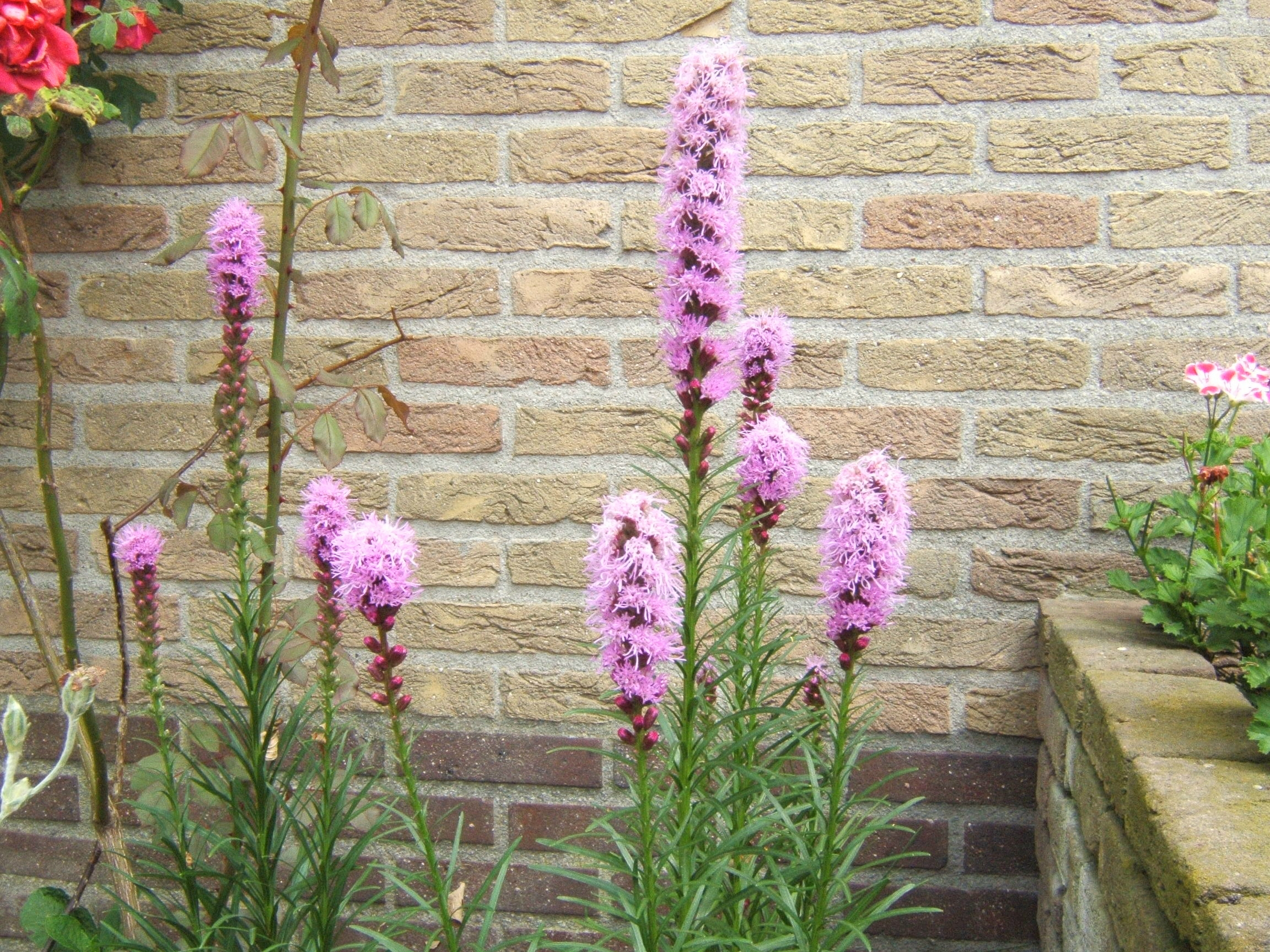
Liatris spicata

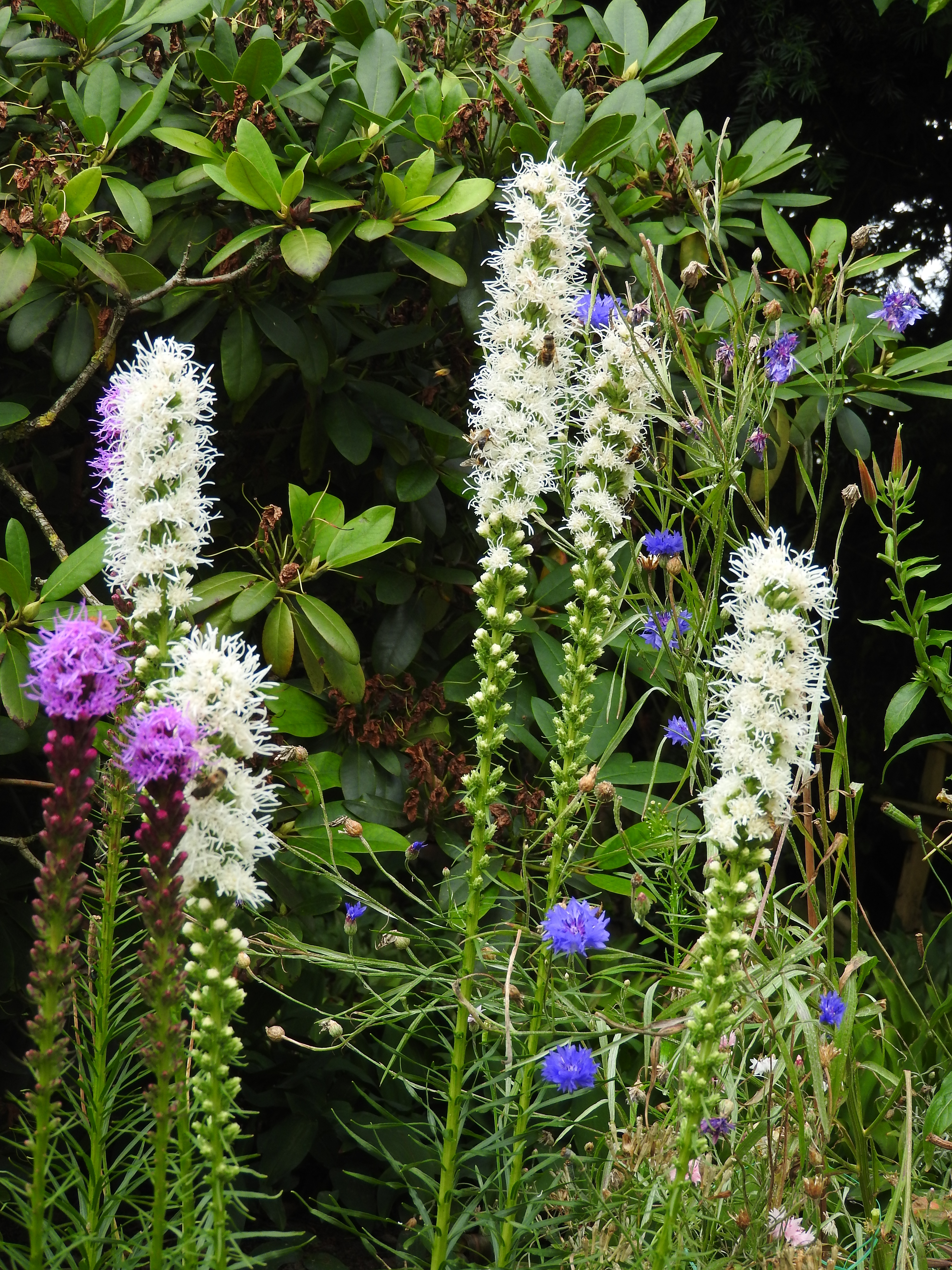
Cultivar 'Alba'

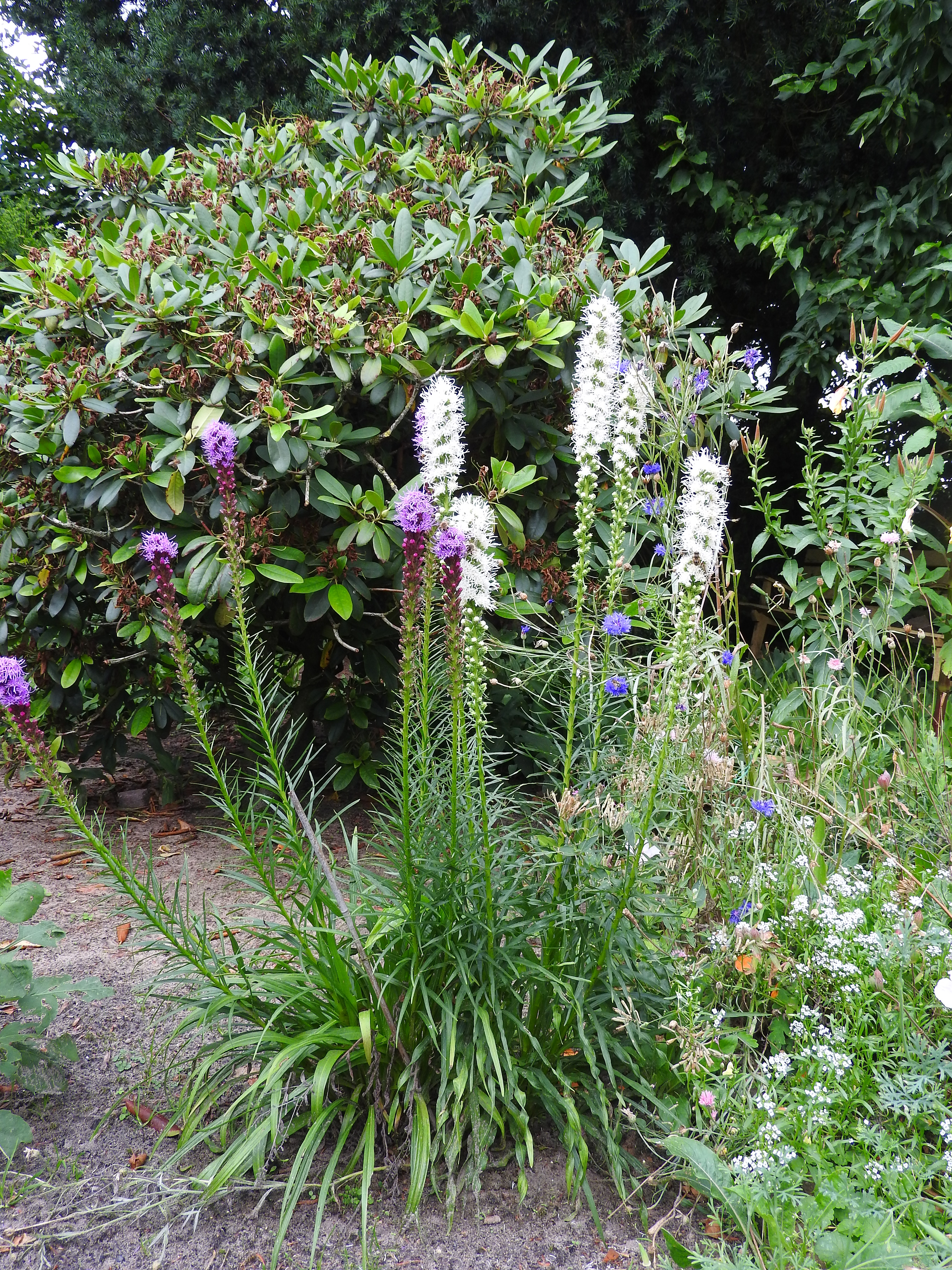
Cultivar 'Alba'